# Útok na letiště v Kábulu 2021
Dne 26. srpna 2021 v 17:50 místního času (13:20 UTC) došlo během evakuací z Afghánistánu k sebevražednému atentátu poblíž brány Abbey na mezinárodním letišti Hámida Karzaje v Kábulu v Afghánistánu. Při útocích zahynulo 183 lidí, včetně 170 afghánských civilistů a 13 členů ozbrojených sil USA, kteří byli od února 2020 prvními americkými vojáky, kteří přišli o život v Afghánistánu. K útoku se přihlásila organizace ISIS-K.
Dne 27. srpna zahájily Spojené státy nálet na „plánovače“ ISIS-K v provincii Nangarhár. Dne 29. srpna provedly USA druhý nálet bezpilotních letounů v Kábulu, jehož cílem bylo vozidlo, o kterém měli podezření, že převáželo členy ISIS-K, ale ve skutečnosti převáželo afghánského humanitárního pracovníka. Při útoku bezpilotních letounů zahynulo deset afghánských civilistů, včetně sedmi dětí.
V roce 2023 se byl údajně bezpečnostními silami Tálibánu zabit (nejmenovaný) vůdce buňky ISIS-K, která útok organizovala.

## Pozadí
Poté, co se 15. srpna 2021 Afghánistán dostal pod kontrolu Tálibánu, se mezinárodní letiště Hámida Karzaje stalo jedinou bezpečnou cestou z Afghánistánu. Obavy o bezpečnost vzrostly poté, co stovky členů Islámského státu v Iráku a Levantě (ISIS-K) uprchly z vězení v Bagrámu a Pul-e-Charkhi. Dne 16. srpna Pentagon varoval americký Kongres před zvýšenou hrozbou teroristického útoku ze strany IS po pádu Kábulu předchozího dne. Americký prezident Joe Biden údajně obdržel několik zpráv o možném útoku v týdnu před útokem.
Hodiny před útokem američtí diplomaté v Kábulu varovali americké občany, aby opustili letiště kvůli hrozícím útokům. Ministr ozbrojených sil Spojeného království James Heappey také varoval před vysoce pravděpodobnou hrozbou útoku ozbrojenců Islámského státu na letiště v Kábulu. Velvyslanectví USA, Velké Británie a Austrálie také varovala před bezpečnostními hrozbami na letišti.

## Útoky
Během evakuace z Afghánistánu v roce 2021 se na letiště snažil dostat dav místních i zahraničních civilistů, aby se evakuovali. U brány Abbey, jedné z bran vedoucích na letiště, odpálil sebevražedný atentátník výbušninu. Po výbuchu vypukla střelba a všechny brány na letišti byly uzavřeny. Američtí představitelé uvedli, že ozbrojenci ISIS-K zahájili po výbuchu palbu do davu a američtí vojáci palbu opětovali. Podle několika reportérů očití svědci připisovali alespoň část střelby do davu a následná úmrtí po explozi panice amerických jednotek. Pentagon na tiskové konferenci 28. srpna uznal možnost odpovědnosti USA za některá úmrtí.
K explozi došlo u kanálu, kde americké síly kontrolovaly pasy, víza a další dokumentaci evakuovaných, než je vpustili na letiště. Očitý svědek uvedl, že při výbuchu měl pocit, jako by mu někdo vytrhl zem pod nohama, a viděl další evakuované osoby vymrštěné do vzduchu silou výbuchu. Počáteční zprávy mylně uváděly, že v blízkosti blízkého hotelu Baron došlo k druhému výbuchu. Následující den bylo potvrzeno, že k žádnému druhému výbuchu nedošlo.
Útok provedla ISIS-K, která se přihlásila k odpovědnosti a za atentátníka označila Abdula Rahmana Al Logari. Taliban již dříve bojoval proti ISIS-K a pomáhal americkým silám udržovat bezpečnost na letišti.

## Oběti

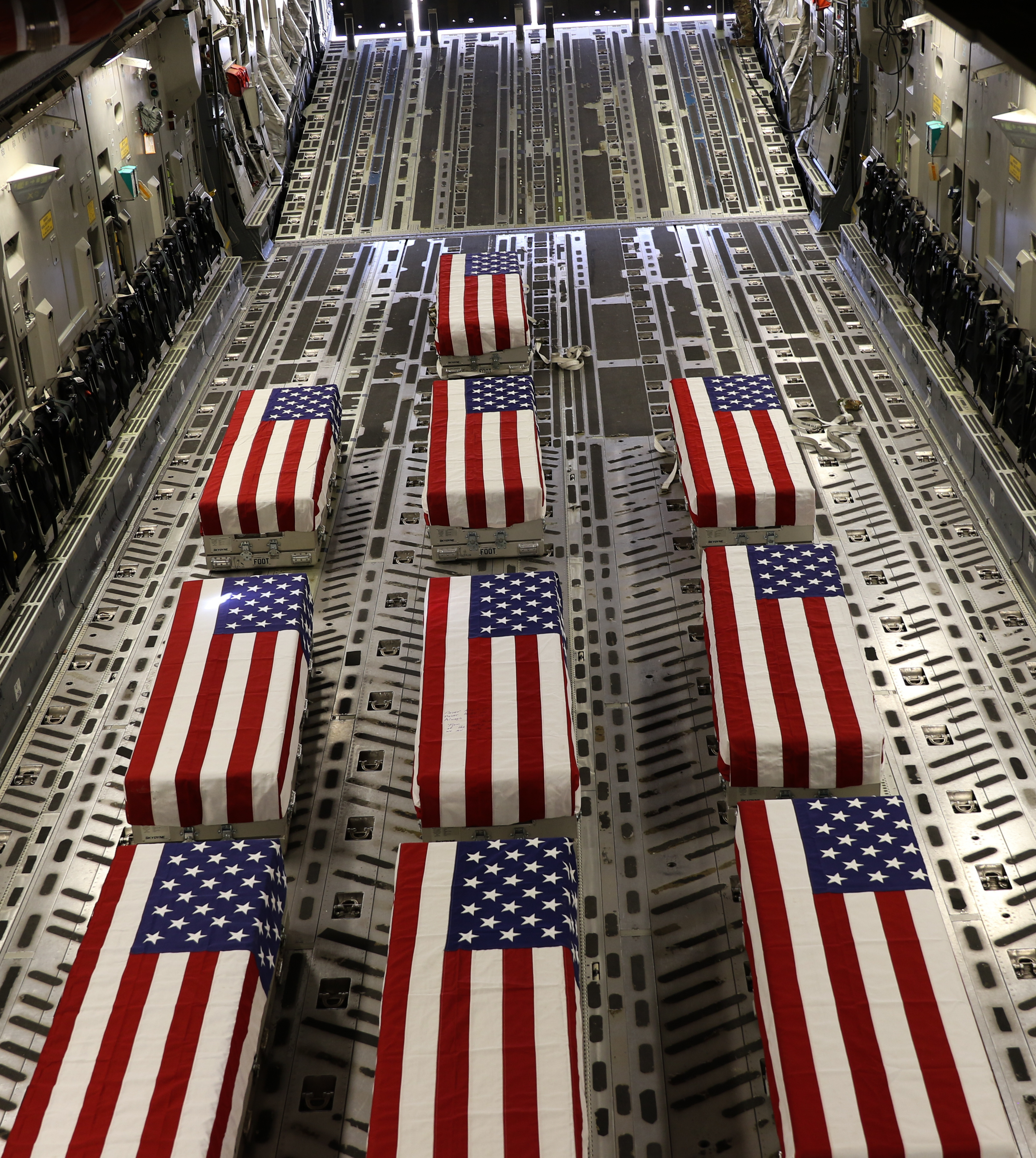
Pozůstatky příslušníků amerických sil na palubě vojenského dopravního letadla na mezinárodním letišti Hamída Karzáího, 27. srpna 2021

Při útoku zahynulo nejméně 182 lidí, včetně 169 afghánských civilistů a 13 členů ozbrojených sil USA. Původně se uvádělo, že při útoku bylo zabito také 28 bojovníků Tálibánu, ale to později popřel mluvčí Tálibánu Zabiullah Mujahid v rozhovoru pro rádio Svobodná Evropa. Mrtví Američané byli identifikováni jako 11 členů námořní pěchoty, jeden voják a jeden námořní důstojník. Byli to první američtí vojáci, kteří od února 2020 zemřeli v Afghánistánu a byla to největší hromadná ztráta životů amerického vojenského personálu od sestřelení vrtulníku Boeing Chinook v Afghánistánu v roce 2011.
Nejméně 150 dalších lidí bylo zraněno, včetně 18 amerických vojáků a několika členů Tálibánu.

## Pachatelé
Útok provedla organizace ISIS-K, která zveřejnila prohlášení, ve kterém se k útoku přihlásila. Sebevražedný atentátník se jmenoval Abdul Rahman al-Logari.
Tálibán a ISIS-K, přestože jsou to obě džihádistické skupiny, jsou nepřátelé a vedou mezi sebou krvavou válku.

## Reakce
Prostřednictvím tweetu mluvčí Tálibánu útok odsoudil. Tálibán později oznámil, že učiní všechna možná opatření, aby zajali vůdce ISIS-K Shahaba al-Muhajira. Abdulláh Abdulláh, bývalý premiér Afghánistánu a současný vůdce Národní koalice Afghánistánu, útok odsoudil. Někteří civilisté novinářům řekli, že útok posílil jejich odhodlání evakuovat se ze země.
Americký prezident Joe Biden po útocích pronesl veřejný projev. Uctil příslušníky amerických služeb, kteří byli zabiti, nazval je „hrdiny“ a řekl, že přišli o život „ve službách svobody“, a také vyjádřil hlubokou lítost nad afghánskými oběťmi. Biden řekl těm, kteří si přáli ublížit USA, že „vás budeme pronásledovat a donutíme vás zaplatit“. Vláda Spojeného království uvedla, že budou pokračovat v evakuaci z Afghánistánu.
Několik dalších zemí odsoudilo útoky na letiště v Kábulu a vyjádřilo solidaritu s oběťmi a vojáky provádějícími evakuaci na letišti. Evropská komise a OSN rovněž odsoudily útoky. Německá kancléřka Angela Merkelová zrušila nadcházející cestu do Izraele a zůstane v Německu, aby mohla monitorovat evakuaci německých vojsk. Kvůli útokům Biden také přeplánoval schůzku s izraelským premiérem Naftalim Bennettem. Spojené království uvedlo, že navzdory útokům budou evakuace civilistů pokračovat.

### Americký nálet
Dne 27. srpna zahájily Spojené státy nálet na příslušníka ISIS-K v provincii Nangarhár. Cíl jel ve vozidle s jedním dalším spolupracovníkem. Dva lidé byli zabiti a třetí osoba zraněna. Dva zabití byli „plánovači a facilitátoři“ útoku ISIS-K.